# 蔬菜妖精紐約沙拉
蔬菜妖精紐約沙拉（Yasai no Yousei: N.Y. Salad）是根據天野喜孝撰寫的N.Y.SALAD改編的日本電視動畫。該節目分兩部在NHK教育頻道上播放，第一部在2007年，第二部在2008年，每部都有26集。每集為5分鐘。它描繪了紐約一家廚房裡的蔬菜仙女的生活。